# Hasta el último hombre
Hasta el último hombre (en inglés, Hacksaw Ridge) es una película dramática y bélica estadounidense de 2016, dirigida por Mel Gibson, escrita por Andrew Knight y Robert Schenkkan, y protagonizada por Andrew Garfield, Vince Vaughn, Sam Worthington, Luke Bracey, Hugo Weaving, Ryan Corr, Teresa Palmer, Richard Pyros y Rachel Griffiths.
La película está basada en la historia real del soldado del Ejército de EE. UU. Desmond Doss (Garfield), un cristiano Adventista del Séptimo día, que se negó a portar armas en el frente, fue objeto de burla y persecución y que, a pesar de aquello, fue condecorado con la Medalla de Honor por el presidente Harry S. Truman, por haber salvado la vida a más de setenta y cinco hombres bajo el constante fuego enemigo en el acantilado de Maeda durante la brutal batalla de Okinawa, en la Segunda Guerra Mundial.
El rodaje comenzó el 5 de septiembre de 2015, en Nueva Gales del Sur, Australia.

## Argumento
En 1925 en Lynchburg, Virginia, el joven Desmond Doss casi mata a su hermano durante una pelea. Ese evento y su educación adventista del Séptimo Día refuerzan su creencia en el mandamiento "No matarás". Quince años después, Doss lleva a un hombre herido al hospital y conoce a una enfermera, Dorothy Schutte. Tienen un romance y Doss le cuenta a Dorothy de su interés en el trabajo médico.
Después del ataque a Pearl Harbor, Doss se alista en el ejército de los Estados Unidos para servir como médico de combate. Su padre, Tom, un veterano de las fuerzas expedicionarias estadounidenses durante la Gran Guerra, está molesto por la decisión. Antes de partir hacia Fort Jackson, Desmond pide matrimonio a Dorothy y ella acepta.
Doss se coloca en entrenamiento básico bajo el mando del Sargento Howell. Se destaca, pero se convierte en un paria entre sus compañeros soldados por negarse a manejar un rifle y entrenar los sábados. Howell y el Capitán Glover intentan dar de baja a Doss por objeción de conciencia en los Estados Unidos: razones psiquiátricas bajo la sección 8 pero se anulan, ya que las creencias de Doss no constituyen una enfermedad mental. Lo atormentan sometiéndolo a un trabajo agotador, con la intención de que se vaya. A pesar de haber sido golpeado una noche por sus compañeros, se niega a identificar a sus atacantes y continúa entrenando.
La unidad de Doss completa el entrenamiento básico y es liberado con una licencia durante la cual Doss tiene la intención de casarse con Dorothy, pero su negativa a portar un arma de fuego le conduce a un arresto por insubordinación. El capitán Glover y Dorothy visitan a Doss en la cárcel y tratan de convencerlo de que se declare culpable para que pueda ser liberado sin cargos, pero Doss se niega a comprometer sus creencias. En su consejo de guerra, Doss se declara no culpable, pero antes de ser sentenciado, su padre irrumpe en el tribunal con una carta de su ex oficial al mando (ahora un general de brigada) afirmando que el pacifismo de su hijo está protegido por la Constitución de Estados Unidos. Se retiran los cargos contra Doss y él y Dorothy se casan.
La unidad de Doss está asignada a la 77.ª División de Infantería de la Brigada de Sostenimiento y desplegada en el Teatro de Asia y el Pacífico. Durante la batalla de Okinawa, se informa a la unidad de Doss que relevará a la 96.ª División de Infantería, que tenía la tarea de ascender y asegurar la escarpa de Maeda ("Hacksaw Ridge", para los estadounidenses). Durante la pelea inicial, con grandes pérdidas en ambos lados, Doss salva la vida de su compañero de escuadrón Smitty, se gana su respeto. Mientras los estadounidenses acampan, Doss le revela a Smitty que su aversión a sostener un arma de fuego se debe a que estuvo a punto de dispararle a su padre borracho, quien amenazó a su madre con un arma. Smitty se disculpa por dudar de su valentía y se reconcilian.
A la mañana siguiente, los japoneses lanzan un contraataque masivo y expulsan a los estadounidenses de la escarpa. Smitty muere, Howell y varios de los compañeros quedan heridos en el campo. Doss escucha los gritos de los moribundos y regresa para salvarlos, llevando a los heridos al borde del acantilado y asegurándolos con una cuerda, rezando cada vez para salvar a uno más. La llegada de decenas de heridos que se daban por muertos supuso una sorpresa para el resto de la unidad de abajo del acantilado. Cuando amanece, Doss rescata a Howell y ambos escapan de Hacksaw bajo el fuego enemigo.
El capitán Glover se disculpa por descartar las creencias de Doss como "cobardía" y afirma que están programados para retomar la cresta el sábado, pero no lanzarán el próximo ataque sin él. Doss está de acuerdo, pero la operación se retrasa hasta después de que él concluye sus oraciones de sábado. Con los refuerzos cambian el rumbo de la batalla. En una emboscada tendida por japoneses que simulan rendirse, Doss logra salvar a Glover y otros al desviar las granadas enemigas. Doss es herido por la explosión de una granada, pero la batalla está ganada. Doss se baja del acantilado agarrando la Biblia que Dorothy le había dado.
La película cambia a fotos reales y metraje que muestra que Doss recibió la Medalla de Honor del presidente Harry S. Truman por rescatar a 75 soldados en Hacksaw Ridge. Doss permaneció casado con Dorothy hasta su muerte en 1991. El murió el 23 de marzo de 2006, a los 87 años.

## Reparto
- Andrew Garfield es Desmond T. Doss[1]
  - Rhys Bellamy es Joven Desmond Doss.
- Teresa Palmer es Dorothy Schutte.[2]
- Vince Vaughn es Sargento Howell.[3]
- Ryan Corr es Lt. Manville.[4]
- Sam Worthington es Capitán Glover.[3]
- Luke Bracey es Smitty Ryker.[5]
- Hugo Weaving es Tom Doss.[4]
- Rachel Griffiths es Bertha Doss.[2]
- Richard Roxburgh es Coronel Stelzer.[2]
- Luke Pegler es Milt 'Hollywood' Zane.[2]
- Richard Pyros es Randall 'Teach' Fuller.[2]
- Ben Mingay es Grease Nolan.[2]
- Firass Dirani es Vito Rinnelli.[2]
- Nico Cortez es Wal Kirzinski.
- Michael Sheasby es Tex Lewis.
- Goran Kleut es Andy 'Ghoul' Walker.
- Jacob Warner es James Pinnick.
- Harry Greenwood es Henry Brown.
- Damien Thomlinson es Ralph Morgan.
- Ben O'Toole es Corporal Jessop.
- Benedict Hardie es Capitán Daniels.
- Robert Morgan es Coronel Sangston.
- Ori Pfeffer es Irv Schecter.
- Milo Gibson es Lucky Ford.
- Nathaniel Buzolic es Harold Doss.
- John Batziolas es Cabo Schulenburg.
- John Cannon es Corporal Cannon.

## Producción
El 20 de noviembre de 2014, se anunció que Mel Gibson estaba en conversaciones para dirigir la película de guerra basada en una historia real Hacksaw Ridge, con Andrew Garfield también en conversaciones para interpretar a Desmond Doss, un sanitario del Ejército de Estados Unidos que recibió la Medalla de Honor por el presidente Harry S. Truman por salvar vidas durante la batalla de Okinawa en la Segunda Guerra Mundial. Gregory Crosby escribió originalmente la historia, a continuación, Robert Schenkkan y Randall Wallace escribieron el guion, mientras que Wallace fue concertado previamente para dirigir la película. Walden Media había desarrollado el proyecto junto a los productores Bill Mechanic de Pandemonium Films y David Permut de Permut Presentations, mientras que los coproductores de la película son Terry Benedict, Gregory Crosby, y Steve Longi. El proyecto fue llevado originalmente a Hollywood por el guionista/productor Gregory Crosby gracias al esfuerzo de Stan Jensen de la Iglesia Adventista del Séptimo Día.
El 9 de febrero de 2015, IM Global cerró el acuerdo para financiar la película y también vendió la película en los mercados internacionales. El mismo día, Lionsgate adquiere los derechos de distribución de la película en América del Norte. Los derechos de distribución chinos fueron adquiridas por Bliss Media, una compañía de producción y distribución de películas con sede en Shanghái. El 29 de julio de 2015, Vince Vaughn y Sam Worthington se unieron al reparto, en la que Vaughn interpretará el Sargento Howell, un suboficial de Alabama designado para asegurarse de que los soldados estén listos. Gibson estaría dirigiendo de nuevo una película después de Apocalypto. Andrew Knight pulió el guion original. El socio de Gibson, Bruce Davey también produjo la película junto con Paul Currie. El 25 de agosto de 2015, Lucas Bracey firmó para interpretar Smitty, un soldado en el pelotón de Doss. El 29 de septiembre de 2015, se anunció que se incluirían al reparto Teresa Palmer, Rachel Griffiths, Richard Roxburgh, Luke Pegler, Richard Pyros, Ben Mingay, Firass Dirani, Nico Cortez, Michael Sheasby, Goran Kleut, Jacob Warner, Harry Greenwood, Damien Thomlinson, Ben O'Toole, Benedict Hardie, Robert Morgan, Ori Pfeffer, Milo Gibson y Nathaniel Buzolic. El 19 de octubre de 2015, Hugo Weaving se unió al elenco para interpretar a Tom Doss, padre de Desmond T. Doss, mientras que Ryan Corr también firmó para interpretar el papel del teniente Manville. Cross Creek Pictures se unió para financiar la película. El 21 de octubre de 2015, Cross Creek se asoció con Demarest Media y Kilburn Media para producir y financiar la película.

### Rodaje
El rodaje de la película comenzó el 5 de septiembre de 2015, de Nueva Gales del Sur. La producción de la película se basa en los estudios Fox Australia. Troy Grant, el vice primer ministro de Nueva Gales del Sur, pronosticó que la película daría ingresos a la zona de 26 millones AUD por trabajos relacionados con la producción. El 21 de septiembre de 2015, comenzó el rodaje en Sídney.

## Música
James Horner fue seleccionado originalmente para componer la banda sonora de la película, pero fue reemplazado por John Debney después de la prematura muerte de Horner en 2015. Debney fue reemplazado por Rupert Gregson-Williams después de que su partitura fue rechazada antes de que Hacksaw Ridge se estrenara en el Festival de Cine de Venecia. Al componer la música, Gregson-Williams comentó: "La banda sonora se divide en dos partes. Un romance encantador florece cuando Desmond descubre ambas el amor de su vida y su fe. La segunda mitad de la película es brutal... Queríamos reflejar su espiritualidad sin ser piadosos y su valentía sin celebrar la violencia".

Todas las canciones escritas y compuestas por Rupert Gregson-Williams. 
| N.º   | Título                      | Duración |  |
| 1.    | «Okinawa Battlefield»       | 3:59     |  |
| 2.    | «I Could Have Killed Him»   | 2:20     |  |
| 3.    | «A Calling»                 | 2:42     |  |
| 4.    | «Pretty Corny»              | 1:44     |  |
| 5.    | «Climbing for a Kiss»       | 3:47     |  |
| 6.    | «Throw Hell at Him»         | 1:58     |  |
| 7.    | «Sleep»                     | 2:18     |  |
| 8.    | «Dorothy Pleads»            | 3:17     |  |
| 9.    | «Hacksaw Ridge»             | 4:20     |  |
| 10.   | «Japanese Retake the Ridge» | 4:36     |  |
| 11.   | «I Can't Hear You»          | 2:54     |  |
| 12.   | «One Man at a Time»         | 2:30     |  |
| 13.   | «Rescue Continues»          | 3:46     |  |
| 14.   | «A Miraculous Return»       | 2:50     |  |
| 15.   | «Praying»                   | 5:49     |  |
| 16.   | «Historical Footage»        | 4:59     |  |
| 53:56 |                             |          |  |

## Precisión histórica
Después de la guerra, Doss rechazó muchas solicitudes de libros y versiones cinematográficas de sus acciones, porque desconfiaba de si su vida, las experiencias de la guerra y las creencias adventistas del séptimo día serían retratadas de manera inexacta o sensacionalista. El único hijo de Doss, Desmond Doss Jr., declaró: "La razón por la que se negó es que ninguno de ellos cumplió con su único requisito: que sea preciso. Y me parece notable, el nivel de precisión en el cumplimiento del principio de la historia en esta película." El productor David Permut declaró que los realizadores tuvieron mucho cuidado en mantener la integridad de la historia, ya que Doss era muy religioso.
Sin embargo, los realizadores cambiaron algunos detalles, en particular la historia de fondo de que su padre era un veterano de la Primera Guerra Mundial, el incidente con la pistola que Doss le quitó de las manos a su padre alcohólico y las circunstancias de su primer matrimonio. El personaje de Smitty, interpretado por Luke Bracey, es una amalgama de varios soldados que atormentaron a Doss y fue creado por razones narrativas. Otros cambios en la historia ocurren cerca del final de la película, cuando Doss se coloca en una camilla. En la vida real, Doss hizo que otro herido ocupara su lugar en la camilla. Después de tratar al soldado, un disparo de un francotirador fracturó el brazo de Doss y éste gateó 300 yardas (274,3 m) a un lugar seguro después de estar solo durante cinco horas. Gibson omitió eso de la película porque sintió que a la audiencia no le parecería creíble la escena. La película también omite su servicio de combate previo en la Batalla de Guam y Batalla de Leyte (Doss recibió la estrella de Bronce por su valentía extraordinaria en ambas batallas), y da la impresión de que las acciones de Doss en Okinawa se llevaron a cabo durante un período de unos días, pero su mención de la Medalla de Honor cubrió sus acciones durante un período de aproximadamente tres semanas (del 29 de abril al 21 de mayo). El blog visual La información es hermosa declaró que la película tenía un 52,7% de precisión en comparación con los eventos de la vida real, y resumió que "la mayoría de los principales eventos relacionados con la guerra tuvieron lugar, aunque no todos en el marco de tiempo de la película ... las cosas de guerra están inventadas o distorsionadas".

## Premios y nominaciones
| Premio                                                                | Categoría                                      | Nominados | Resultado | Ref(s)        |
| --------------------------------------------------------------------- | ---------------------------------------------- | --- | --------- | ------------- |
| Premios Óscar                                                         | Mejor película                                 | Bill Mechanic, David Permut                                                                                          | Nominada  | [ 23 ]        |
| Premios Óscar                                                         | Mejor director                                 | Mel Gibson | Nominado  | [ 23 ]        |
| Premios Óscar                                                         | Mejor actor                                    | Andrew Garfield | Nominado  | [ 23 ]        |
| Premios Óscar                                                         | Mejor montaje                                  | John Gilbert ''editor de películas''                                                                                 | Ganador   | [ 23 ]        |
| Premios Óscar                                                         | Mejor sonido                                   | Kevin O'Connell, Andy Wright, Robert Mackenzie y Peter Grace                                                         | Ganadores | [ 23 ]        |
| Premios Óscar                                                         | Mejor edición de sonido                        | Robert Mackenzie y Andy Wright                                                                                       | Nominada  | [ 23 ]        |
| Premios Globo de Oro                                                  | Mejor película dramática                       | Mel Gibson, Paul Currie, Bruce Davey, William D. Johnson, Bill Mechanic, Brian Oliver, David Permut, Tyler Thompson. | Nominado  | [ 24 ]        |
| Premios Globo de Oro                                                  | Mejor director                                 | Mel Gibson | Nominado  | [ 24 ]        |
| Premios Globo de Oro                                                  | Mejor actor - Drama                            | Andrew Garfield | Nominado  | [ 24 ]        |
| American Film Institute                                               | Top 10 de películas                            | Hacksaw Ridge | Ganadora  | [ 25 ]        |
| Premios de la Crítica Cinematográfica                                 | Mejor película                                 | Hacksaw Ridge | Nominado  | [ 26 ] [ 27 ] |
| Premios de la Crítica Cinematográfica                                 | Mejor director                                 | Mel Gibson | Nominado  | [ 26 ] [ 27 ] |
| Premios de la Crítica Cinematográfica                                 | Mejor actor                                    | Andrew Garfield | Nominado  | [ 26 ] [ 27 ] |
| Premios de la Crítica Cinematográfica                                 | Mejor montaje                                  | John Gilbert | Nominado  | [ 26 ] [ 27 ] |
| Premios de la Crítica Cinematográfica                                 | Mejor maquillaje                               | Mejor maquillaje | Nominada  | [ 26 ] [ 27 ] |
| Premios de la Crítica Cinematográfica                                 | Mejor película de acción                       | Hacksaw Ridge | Ganadora  | [ 26 ] [ 27 ] |
| Premios de la Crítica Cinematográfica                                 | Mejor actor de acción                          | Andrew Garfield | Ganador   | [ 26 ] [ 27 ] |
| Premios Satellite                                                     | Mejor película                                 | Hacksaw Ridge | Nominada  | [ 28 ]        |
| Premios Satellite                                                     | Mejor director                                 | Mel Gibson | Nominado  | [ 28 ]        |
| Premios Satellite                                                     | Mejor actor                                    | Andrew Garfield | Ganador   | [ 28 ]        |
| Premios Satellite                                                     | Mejor guion adaptado                           | Andrew Knight, Robert Schenkkan                                                                                      | Nominado  | [ 28 ]        |
| Premios Satellite                                                     | Mejor fotografía                               | Simon Duggan | Nominado  | [ 28 ]        |
| Premios Satellite                                                     | Mejor diseño de producción                     | Barry Robison | Nominado  | [ 28 ]        |
| Premios Satellite                                                     | Mejor música                                   | Rupert Gregson Williams                                                                                              | Nominado  | [ 28 ]        |
| Premios Satellite                                                     | Mejor montaje                                  | John Gilbert | Ganador   | [ 28 ]        |
| Premios Satellite                                                     | Mejor sonido                                   | Mejor sonido | Ganador   | [ 28 ]        |
| Hollywood Film Awards                                                 | Mejor dirección                                | Mel Gibson | Ganador   | [ 29 ]        |
| Hollywood Film Awards                                                 | Mejor editor                                   | John Gilbert | Ganador   | [ 29 ]        |
| Hollywood Film Awards                                                 | Mejor maquillaje y peluquería                  | Mejor maquillaje y peluquería                                                                                        | Ganadora  | [ 29 ]        |
| Australian Academy of Cinema and Television Arts Awards               | Mejor película                                 | Bill Mechanic, David Permut, Paul Currie, Bruce Davey                                                                | Ganadora  | [ 30 ] [ 31 ] |
| Australian Academy of Cinema and Television Arts Awards               | Mejor dirección                                | Mel Gibson | Ganador   | [ 30 ] [ 31 ] |
| Australian Academy of Cinema and Television Arts Awards               | Mejor guion original                           | Andrew Knight & Robert Schenkkan                                                                                     | Ganadores | [ 30 ] [ 31 ] |
| Australian Academy of Cinema and Television Arts Awards               | Mejor actor                                    | Andrew Garfield | Ganador   | [ 30 ] [ 31 ] |
| Australian Academy of Cinema and Television Arts Awards               | Mejor actriz                                   | Teresa Palmer | Nominada  | [ 30 ] [ 31 ] |
| Australian Academy of Cinema and Television Arts Awards               | Mejor actor de reparto                         | Hugo Weaving | Ganador   | [ 30 ] [ 31 ] |
| Australian Academy of Cinema and Television Arts Awards               | Mejor actriz de reparto                        | Rachel Griffiths | Nominada  | [ 30 ] [ 31 ] |
| Australian Academy of Cinema and Television Arts Awards               | Mejor fotografía                               | Simon Duggan | Ganador   | [ 30 ] [ 31 ] |
| Australian Academy of Cinema and Television Arts Awards               | Mejor montaje                                  | John Gilbert | Ganador   | [ 30 ] [ 31 ] |
| Australian Academy of Cinema and Television Arts Awards               | Mejor sonido                                   | Andrew Wright, Robert Mackenzie, Kevin O’Connell, Mario Vaccaro, Tara Webb, Peter Grace                              | Ganador   | [ 30 ] [ 31 ] |
| Australian Academy of Cinema and Television Arts Awards               | Mejor diseño de producción                     | Barry Robison | Ganador   | [ 30 ] [ 31 ] |
| Australian Academy of Cinema and Television Arts Awards               | Mejor vestuario                                | Lizzy Gardiner | Nominada  | [ 30 ] [ 31 ] |
| Australian Academy of Cinema and Television Arts Awards               | Mejor maquillaje y peluquería                  | Shane Thomas, Larry Van Duynhoven                                                                                    | Ganadores | [ 30 ] [ 31 ] |
| Crítica de Washington D. C.                                           | Mejor actor                                    | Andrew Garfield | Nominado  | [ 32 ]        |
| Crítica de St. Louis                                                  | Mejor montaje                                  | John Gilbert | Finalista | [ 33 ] [ 34 ] |
| Crítica de St. Louis                                                  | Mejor película de acción                       | Hacksaw Ridge | Nominada  | [ 33 ] [ 34 ] |
| Hollywood Music in Media Awards                                       | Música Original                                | Rupert Gregson-Williams                                                                                              | Nominado  | [ 35 ]        |
| Australian Academy of Cinema and Television Arts International Awards | Mejor película                                 | Hacksaw Ridge | Nominado  | [ 36 ]        |
| Australian Academy of Cinema and Television Arts International Awards | Mejor director                                 | Mel Gibson | Ganador   | [ 36 ]        |
| Australian Academy of Cinema and Television Arts International Awards | Mejor actor                                    | Andrew Garfield | Nominado  | [ 36 ]        |
| Australian Academy of Cinema and Television Arts International Awards | Mejor actriz de reparto                        | Teresa Palmer | Nominada  | [ 36 ]        |
| Australian Academy of Cinema and Television Arts International Awards | Mejor guion                                    | Andrew Knight, Robert Schenkkan                                                                                      | Nominado  | [ 36 ]        |
| Premios Eddie                                                         | Mejor montaje en película dramática            | John Gilbert | Ganador   | [ 37 ]        |
| Gremio de directores artísticos                                       | Mejor dirección artística en película de época | Barry Robison | Nominado  | [ 38 ]        |
| Festival de Capri Hollywood                                           | Mejor director                                 | Mel Gibson | Ganador   | [ 39 ]        |
| Festival de Capri Hollywood                                           | Mejor actor                                    | Andrew Garfield | Ganador   | [ 39 ]        |
| Festival de Capri Hollywood                                           | Mejor montaje                                  | John Gilbert | Ganador   | [ 39 ]        |
| Festival de Capri Hollywood                                           | Mejor drama                                    | Hacksaw Ridge | Ganadora  | [ 39 ]        |
| Festival de Capri Hollywood                                           | Mejor productor                                | Bill Mechanic | Ganador   | [ 39 ]        |
| Medallas del Círculo de Escritores Cinematográficos                   | Mejor película extranjera                      | Hasta el último hombre                                                                                               | Ganadora  | [ 40 ]        |